# Dalby Sogn (Kolding Kommune)

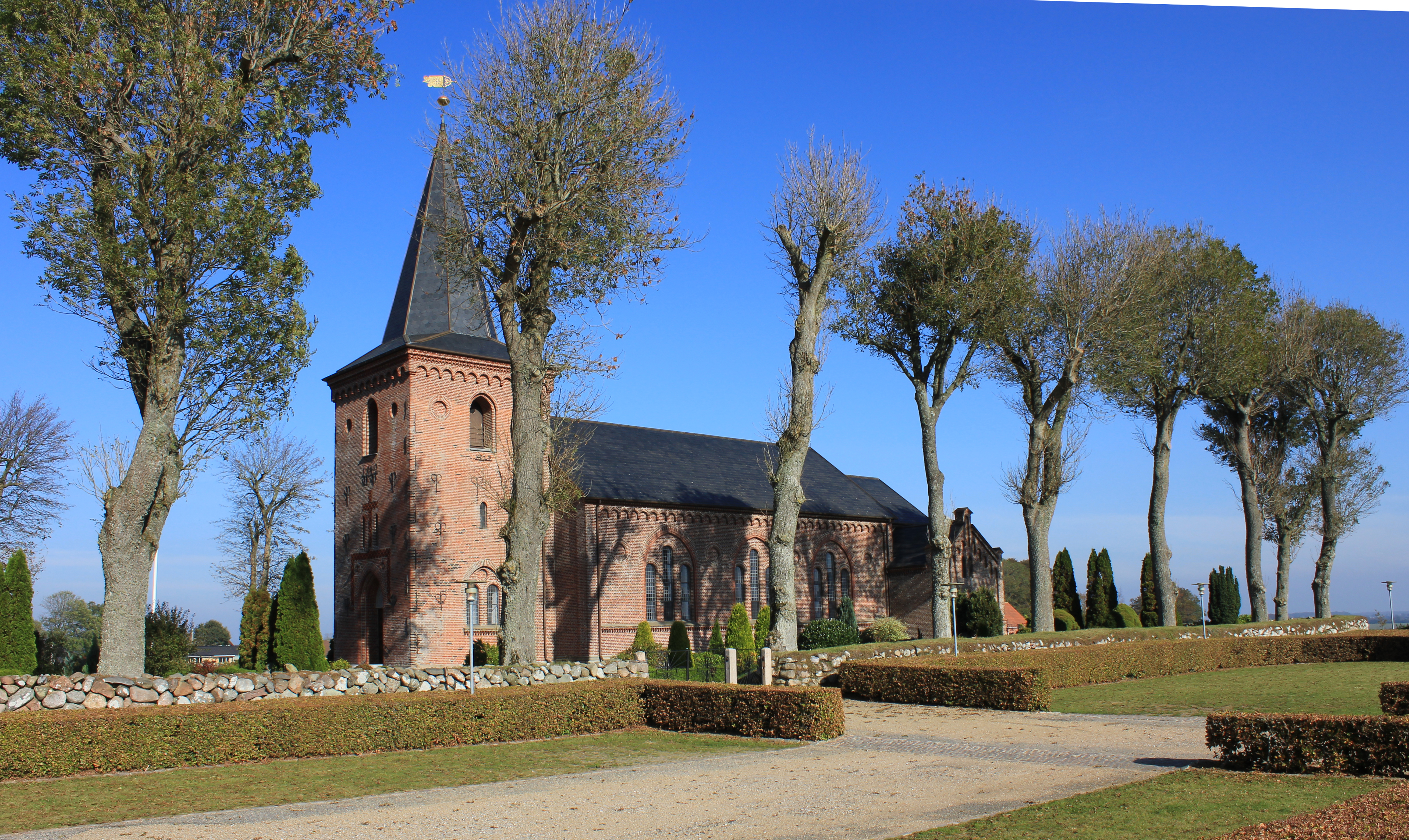
Dalby Kirke

Dalby Sogn (deutsch Dalby oder Dalbye) ist eine Kirchspielsgemeinde (dän.: Sogn) im südlichen Dänemark. 
Dalby gehöre ursprünglich zum Herzogtum Schleswig. Nach dem Deutsch-Dänischen Krieg wurde Dalby mit einigen Nachbargemeinden im Rahmen eines Tauschs Dänemark übergeben. Im Gegenzug verzichtete Dänemark auf einige Enklaven in Schleswig. Bis 1970 gehörte sie zur Harde Nørre Tyrstrup Herred im damaligen Vejle Amt, danach zur Kolding Kommune im erweiterten Vejle Amt, die im Zuge der  Kommunalreform zum 1. Januar 2007 in der „neuen“  Kolding Kommune in der Region Syddanmark aufgegangen ist.
Im Kirchspiel leben 3874 Einwohner (Stand:1. Januar 2025). Im Kirchspiel liegt die Kirche „Dalby Kirke“.
Nachbargemeinden sind  im Osten Sønder Bjert Sogn, im Süden Vejstrup Sogn, im Westen Vonsild Sogn und im Nordwesten Brændkjær Sogn.